# In Camera (Album)
In Camera (Juli 1974) ist Peter Hammills viertes Soloalbum. Im Gegensatz zu den beiden vorherigen Alben, Chameleon in the Shadow of the Night und The Silent Corner…, verzichtete er hier erstmals weitgehend auf Gastmusiker. Die meisten Instrumente nahm er selbst in seinem eigenen Tonstudio Sofa Sound auf vierspurigem Tonband auf; Gesang, ARP Synthesizer und Guy Evans’ Schlagzeug wurden in kurzer Zeit im Trident Studio aufgenommen. Auf diese Weise konnte Hammill das Album mit vergleichsweise geringem finanziellen Aufwand produzieren, was ihn als Solokünstler mehr oder weniger unabhängig von Plattenfirmen machte und ihm später die Karriere ermöglichte, die er bis heute verfolgt.
Magog (in Bromine Chambers) ist Konkrete Musik: eine zehnminütige Klangcollage, in der Gesang, Klavier, Gitarren, Perkussion und andere Instrumente durch Tonbandmanipulation stark verfremdet wurden. So wird eine äußerst bedrohliche Atmosphäre erzeugt, die den Text, der eine Art ewige Verdammnis oder das Fegefeuer zu beschreiben scheint, untermalt.
Das Album In Camera ist Hammills Bruder Andrew gewidmet, der zur Zeit der Aufnahmen nach einem Fahrradunfall im Koma lag.

## Trackliste
Seite 1
1. Ferret & Featherbird – 3'43"
2. (No More) the Sub-mariner – 5'47"
3. Tapeworm – 4'20"
4. Again – 3'44"
5. Faint-heart & the Sermon – 6'42"

Seite 2
1. The Comet, the Course, the Tail – 6'00"
2. Gog – 17'21" (Zeit zusammen mit Magog)
3. Magog (in Bromine Chambers)

Der 2006 erschienene CD-Remaster enthält außerdem drei Bonustitel: The Emperor in his War Room, Faint-heart & the Sermon und (No More) the Sub-mariner, alle im August 1974 für die BBC aufgenommen.